# Útok na svatbu v Sarajevu
Kolem 14:30 hod. v neděli 1. března 1992 byl ve staré sarajevské muslimské čtvrti Baščaršija napaden svatební průvod bosenských Srbů, což vedlo ke smrti otce ženicha Nikoly Gardoviće a ke zranění srbského pravoslavného kněze. K útoku došlo v poslední den kontroverzního referenda o nezávislosti Bosny a Hercegoviny na Jugoslávii, v raných fázích rozpadu Jugoslávie a jugoslávských válek.
V reakci na střelbu postavili nepravidelné jednotky ze Srbské demokratické strany (SDS) barikády a zátarasy napříč Sarajevem a obvinili bosňáckou muslimskou Stranu demokratické akce (SDA) z organizování útoku. SDS požadovala, aby Srby obývané oblasti Bosny a Hercegoviny hlídkovali Srbové a nikoli policisté jiných etnik, a dále vyzvala k rozmístění mírových sil OSN v zemi. 3. března SDS souhlasila s demontáží svých barikád. Lidové shromáždění Bosny a Hercegoviny s bosenskomuslimskou převahou ve stejný den vyhlásilo nezávislost.
Gardović je často považován za první oběť bosenské války. Ramiz Delalić, kariérní zločinec údajně pod ochranou SDA, byl rychle identifikován jako podezřelý. Přesto se ho bosenskomuslimské úřady nesnažily najít bezprostředně po střelbě. Během války vedl Delalić milici, která pronásledovala sarajevské srbské obyvatelstvo. Později se v televizním rozhovoru k útoku přiznal. V roce 2004 byl Delalić obviněn z vraždy prvního stupně týkající se Gardovićovy smrti, ale byl zastřelen v roce 2007, než mohl být jeho proces dokončen. Ve Federaci Bosny a Hercegoviny, poloautonomní bosensko-chorvatské entitě země, se 1. březen slaví jako Den nezávislosti. Svátek se v poloautonomní bosenskosrbské entitě Republika srbská nedodržuje a většina bosenských Srbů spojuje datum spíše se svatebním útokem než s referendem o nezávislosti. Střelba byla zdramatizována v britském válečném filmu z roku 1998 Welcome to Sarajevo.

## Pozadí
Po smrti dlouholetého vůdce Josipa Broze Tita v roce 1980 vstoupil mnohonárodností socialistický stát Jugoslávie do období vleklé ekonomické stagnace a úpadku. Horší stav ekonomiky země měl za následek podstatné zvýšení etnického napětí, které ještě prohloubil pád komunismu ve východní Evropě v roce 1989. Následující rok Svaz komunistů Jugoslávie povolil konání demokratických voleb na celostátní úrovni. V Bosně a Hercegovině byly politické strany založeny převážně na etnickém základě. Bosenští Muslimové založili Stranu demokratické akce (SDA), aby zastupovala jejich zájmy, bosenští Srbové založili Srbskou demokratickou stranu (SDS) a bosenští Chorvati založili Chorvatské demokratické společenství Bosny a Hercegoviny (HDZ BiH). Tyto tři strany vedli Alija Izetbegović, Radovan Karadžić a Stjepan Kljuić. Bosna a Hercegovina uspořádala své první demokratické volby 18. listopadu 1990. Hlasování dominovaly nacionalistické strany jako SDA, SDS a HDZ BiH. Socialistické strany bez etnické příslušnosti, zejména Svaz komunistů Bosny a Hercegoviny, nedokázaly získat významné procento hlasů.
SDA a HDZ BiH, reprezentující aspirace většiny bosenských Muslimů a bosenských Chorvatů, obhajovaly nezávislost Bosny a Hercegoviny na Jugoslávii, proti čemuž stála SDS a drtivá většina bosenských Srbů. 25. června 1991 vyhlásily vlády Slovinska a Chorvatska nezávislost na Jugoslávii, což vedlo k desetidenní válce a chorvatské válce za nezávislost, prvním ozbrojeným konfliktům, které vešly ve známost jako jugoslávské války.V souladu s plánem RAM, který vypracovala Jugoslávská lidová armáda (JNA) již v roce 1990, začala Správa státní bezpečnosti šířit ruční zbraně mezi bosenskosrbským obyvatelstvem, což vedlo ke zřízení řady bosenskosrbských milicí po celé Bosně a Hercegovině do konce roku 1991. V listopadu 1991 SDS uspořádala plebiscit, bojkotovaný bosenskými Muslimy a bosenskými Chorvaty, ve kterém drtivá většina bosenských Srbů hlasovala pro setrvání v Jugoslávii. Následující měsíc arbitrážní komise zřízená Evropským hospodářským společenstvím (EHS) prohlásila, že právně závazné celostátní referendum o nezávislosti bude nezbytným předpokladem pro případné uznání nezávislosti Bosny a Hercegoviny ze strany EHS. Celostátní referendum o nezávislosti se tak mělo konat mezi 29. únorem a 1. březnem. SDS takové referendum odmítla jako protiústavní. V důsledku toho ho na naléhání strany drtivá většina bosenských Srbů bojkotovala. 9. ledna 1992 SDS oznámila vznik Srbské republiky Bosna a Hercegovina, samozvaného autonomního celku, který měl zahrnovat všechny obce, v nichž více než 50 procent voličů hlasovalo pro setrvání v Jugoslávii.
Stejně jako většina Bosny a Hercegoviny bylo hlavní město Sarajevo etnicky a nábožensky různorodé. Podle jugoslávského sčítání lidu z roku 1991 mělo město 525 980 obyvatel, z nichž 49,3 procenta se identifikovalo jako bosenští Muslimové, 29,9 procenta z nich se označili za Srby, 10,7 procenta z nich se označili za Jugoslávce a 6,6 procenta za Chorvaty.

## Útok
V neděli 1. března 1992, poslední den hlasování, se v kostele Proměnění Páně Srbské pravoslavné církve v Novém Sarajevu konala svatba bosenskosrbského páru Milana Gardoviće a Dijany Tamburové. Ženich byl v posledním roce studia kněžského semináře. Jeho otec Nikola byl v kostele Nejsvětějšího Proměnění Páně kostelníkem. Historik Kenneth Morrison popisuje atmosféru v Sarajevu toho dne jako „napjatou“. Po obřadu se novomanželé, jejich příslušné rodiny a svatebčané rozjeli do kostela svatých archandělů Michaela a Gabriela, hovorově známého jako Starý pravoslavný kostel, ve staré městské muslimské čtvrti Baščaršija, kde se měla konat svatební hostina. Kostel svatých archandělů Michaela a Gabriela byl nejstarší srbskou pravoslavnou stavbou v Sarajevu.
Protože u kostela svatých archandělů Michaela a Gabriela nebylo žádné parkovací místo, rozhodli se svatebčané vydat se ke kostelu pěšky a vytvořili průvod, který se táhl od nejbližšího parkoviště až ke kostelu samotnému. Během průvodu se členové svatebčanů oháněli srbskými vlajkami, což si mnozí kolemjdoucí bosenští muslimové vykládali jako úmyslnou provokaci. Takové průvody byly typické pro srbské svatby napříč Jugoslávií. Obvykle byly doprovázeny troubením klaksonů aut a zpěvem písní. Kolem 14:30 vystoupili čtyři mladíci z bílého Volkswagenu Golf a pokusili se zmocnit vlajky jednoho ze svatebčanů. Následovala rvačka a podle očitých svědků jeden z mužů zahájil na průvod palbu.
Viktor Meier, korespondent píšící pro německý deník Frankfurter Allgemeine Zeitung, byl náhodným očitým svědkem útoku a napsal o něm v roce 1995 ve své knize Jugoslávie: Historie jejího zániku. „Nejprve se zdálo, že jde o rozbušku,“ napsal Meier o výstřelech, „ale pak jsem uviděl lidi v šílenství; slyšel jsem nářky a viděl jsem, jak někdo běží k nejbližšímu telefonu a viděl vyděšené tváře kolemjdoucích.“ Gardovićův otec byl při útoku zabit a srbský ortodoxní kněz Radenko Mirović byl zraněn.

## Následky

### Odpověď
„Emocionální náboj incidentu byl silný na obou stranách,“ píše historik Mladen Ančić, „protože srbský svatební průvod se srbskými symboly na cestě do nejstaršího srbského kostela v Sarajevu byl zastaven muslimskou kulkou.“ Pro většinu Srbů představoval útok „bod, odkud není návratu“, píše historik John R. Schindler. Střelbu okamžitě odsoudili představitelé SDS. Karadžić řekl, že útok dokázal, že hnutí za nezávislost představovalo existenční hrozbu pro bosenské Srby. "Tento výstřel byl velkou nespravedlností namířenou proti srbskému lidu," poznamenal předseda Lidového shromáždění Bosny a Hercegoviny Momčilo Krajišnik. Mluvčí SDS Rajko Dukić uvedl, že svatební útok byl důkazem, že Sarajevští Srbové byli „ve smrtelném nebezpečí“ a tvrdil, že nezávislá Bosna a Hercegovina by bezpečnost bosenských Srbů ohrozila ještě více. Izetbegović vraždu odsoudil a označil ji za „výstřel do celé Bosny“. Starosta sarajevské obce Stari Grad Selim Hadžibajrić vyjádřil soustrast Gardovićově rodině. Bosenský muslimský polovojenský vůdce Sefer Halilović, který v březnu 1991 založil milici známou jako Vlastenecká liga, zasáhl jiný tón. Halilović tvrdil, že průvod „nebyla přesně svatba, ale provokace“ a že členové svatební party byli aktivisté SDS. "Chtěli projet Baščaršiju s auty, s vlajkami, s transparenty, aby nás vyprovokovali a viděli, jak zareagujeme," poznamenal Halilović.
Útok vyvolal „soutěž o městský prostor, která se vyvinul v naprosté obléhání a rozdělení města,“ píše historička Catherine Baker. V Sarajevu se rychle objevily zátarasy a barikády, nejprve bosenskosrbské a poté bosenskomuslimské. SDS požadovala, aby Srby obývané oblasti Bosny a Hercegoviny hlídkovali Srbové, a nikoli policisté jiných etnik, a dále vyzvala k rozmístění mírových sil OSN v zemi. Dva dny po útoku SDS souhlasila s odstraněním barikád, které postavila. Tohoto průlomu dosáhl generál JNA Milutin Kukanjac, který úspěšně přesvědčil vůdce SDA a SDS, aby umožnili společné hlídky JNA a bosenské policie. Téhož dne Izetbegović vyhlásil nezávislost Republiky Bosna a Hercegovina a Lidové shromáždění ovládané muslimy toto rozhodnutí rychle ratifikovalo. Gardović byl pohřben v Sarajevu 4. března. Jeho pohřeb sloužil biskup Vasilije Kačavenda. "Nebudu říkat, jako někteří neinteligentní politici, že výstřel, který zabil tohoto muže, byl výstřel do Bosny," poznamenal Kačavenda během své smuteční řeči. "Ale bylo to varování pro naše tři národy. Nechť je Nikolova oběť poslední z těchto šílených časů."
Pokrytí útoku do značné míry zastínilo souběžné referendum. Srbské noviny z velké části útok vykreslovaly jako útok, za který nesli kolektivní odpovědnost všichni bosenští muslimové. Typická byla následující pasáž bělehradského deníku Politika: "Vrahy srbského svatebního hosta nejsou tři útočníci, ale ti, kteří vytvořili atmosféru, která jednou provždy zrušila Bosnu a Hercegovinu." Sarajevský deník Oslobođenje se otočil opačným směrem a pokoušel se zastřít etnickou identitu útočníků. Sloupek zveřejněný den po útoku zněl: „Vrazi svatebního hosta v Baščaršiji, štváči nenávisti a stavitelé barikád, nejenže nebyli Sarajevané, nebyli to ani praví Bosňáci, ale cizinci.“ Rubrika dále naznačovala, že svatební průvod byl záměrnou provokací. Mnoho srbských čtenářů považovalo reakci Oslobođenje na útok za necitlivou a poslali v reakci rozzlobené dopisy redaktorovi. Srbský člen redakční rady deníku Miroslav Janković si vybil vztek na schůzi správní rady následujícího dne a sloupek popsal jako „nejostoudnější věc, kterou tyto noviny vydaly za padesát let.“

### Odpovědnost
Očití svědci identifikovali jednotlivce, který střílel na svatební průvod, jako Ramize Delaliće, kariérního zločince. Vedení SDS okamžitě obvinilo SDA z útoku a tvrdilo, že Delalić byl pod ochranou SDA. Před útokem byl Delalić zapleten do další střelby a také do znásilnění a byl léčen v psychiatrické léčebně. 3. března 1992 místní úřady vydaly na Delaliće zatykač, ale vynaložily jen malé úsilí, aby ho našli.[zdroj?] Představitelé SDS tvrdili, že neschopnost úřadů zatknout Delaliće byla důkazem spoluúčasti SDA na útoku.
Během obléhání Sarajeva vedl Delalić bosenskomuslimskou polovojenskou jednotku, která napadala a vraždila bosenskosrbské a bosenskomuslimské civilisty. Beztrestnost, kterou Delalićovi svěřily bosenskomuslimské úřady, byla taková, že v televizním rozhovoru otevřeně přiznal, že palbu na svatební hosty zahájil. Úřady zasáhly proti Delalićovým milicím teprve koncem roku 1993 poté, co se začaly zaměřovat na neSrby. 1. března 1997, pátého výročí svatebního útoku, Delalić veřejně vyhrožoval otci a synovi v sarajevské restauraci a oháněl se pistolí před návštěvníky, což byl trestný čin, za který byl později odsouzen. V červnu 1999 porazil autem a zranil policistu a byl znovu uvězněn. Tento druhý incident přiměl Carlose Westendorpa, vysokého představitele pro Bosnu a Hercegovinu, aby naléhal na úřady země, aby prošetřily Delalićovy válečné aktivity. 8. prosince 2004 byl Delalić obviněn z vraždy prvního stupně ohledně svatebního útoku. Soud s ním byl zahájen 14. února 2005. První den soudního řízení státní zástupci přehráli porotě videozáznam svatebního útoku, na kterém bylo patrné, že Delalić střílel na průvod. Téhož dne Delalić složil kauci a byl propuštěn na svobodu. 27. června 2007, než mohl být jeho proces dokončen, byl Delalić v Sarajevu zastřelen neznámými ozbrojenci.
19. září 2012 žalobci v Sarajevu obvinili kosovskoalbánského drogového bosse Nasera Kelmendiho z objednávky Delalićovy vraždy. Kelmendi uprchl z Bosny a Hercegoviny v roce 2012 poté, co byl sankcionován podle United States' Foreign Narcotics Kingpin. Byl také obviněn z několika případů obchodování s drogami. 6. května 2013 byl zatčen kosovskou policií v Prištině. Vzhledem k tomu, že Bosna a Hercegovina Kosovo neuznává, a nemá s ním tedy žádnou dohodu o vydávání, byl Kelmendi souzen v Prištině za zločiny, které měl spáchat v Bosně a Hercegovině. V říjnu 2016 svědčil na Kelmendiho obranu vysoký bosňácký politik Fahrudin Radončić, který se s Delalićem znal. V roce 2012 byl Radončić v Kelmendiho obžalobě jmenován jako jeden ze spiklenců ve spiknutí s cílem zabít Delaliće, ale nikdy nebyl osobně obviněn a obvinění popřel. Radončić vypověděl, že mu Delalić řekl, že svatební útok nařídil Izetbegović a SDA. Radončić dále svědčil, že atentát na Delaliće si objednala „bosňácká státní mafie“, a nikoli Kelmendi, protože Delalić si přál projednat údajné zapojení rodiny Izetbegovićových do organizovaného zločinu se státními zástupci. 1. února 2018 byl Kelmendi v jednom případě odsouzen za obchodování s drogami a odsouzen k šesti letům vězení; byl zproštěn viny ve všech bodech obžaloby související s Delalićovou vraždou.

## Odkaz
Nikola Gardović je často považován za první oběť bosenské války. Mezi bosenskými Srby je útok běžně označován jako Krvavá svatba. Politolog Keith Crawford popisuje útok a masakr bosenskosrbských civilistů v Bosanském Brodě 27. března v Sijekovaci jako dva incidenty, které fakticky urychlily konflikt. Indická akademička Radha Kumar přirovnala svatební útok k násilným incidentům, které předcházely mezikomunálnímu násilí v Indii. EHS a Spojené státy uznaly 6. dubna Bosnu a Hercegovinu jako nezávislý stát. Téhož dne vyhlásilo vedení bosenských Srbů nezávislost Srbské republiky Bosna a Hercegovina, později přejmenované na Republiku srbskou. Bosna a Hercegovina byla přijata do OSN dne 22. května. Následná bosenská válka zanechala 100 000 mrtvých; další dva miliony byly vysídleny. Válka skončila podpisem Daytonské dohody v prosinci 1995, ve které se válčící strany dohodly na rozdělení země na dva poloautonomní celky, Federaci Bosny a Hercegoviny a Republiku srbskou. Po válce byla většina válečného vedení Republiky srbské obžalována Mezinárodním trestním tribunálem pro bývalou Jugoslávii. Mezi nimi byl Radovan Karadžić, který byl odsouzen za válečné zločiny a zločiny proti lidskosti a také za genocidu za svou roli v masakru ve Srebrenici v roce 1995 a v březnu 2019 odsouzen k doživotnímu vězení.
Na útěku před válkou se Milan a Dijana Gardovićovi přistěhovali do Švédska, kde nyní Milan slouží jako srbský pravoslavný kněz. Ve Federaci Bosny a Hercegoviny se 1. březen slaví jako Den nezávislosti, nepracovní svátek. Den nezávislosti se v Republice Srbské neslaví a většina bosenských Srbů spojuje datum spíše se svatebním útokem než s referendem o nezávislosti. Útok byl zdramatizován v roce 1997 v britském válečném filmu Welcome to Sarajevo, jehož pachateli byli bosenští Srbové polovojenské jednotky a oběťmi civilisté bosenských Chorvatů. „Tyto změny byly zavedeny zjevně z politických důvodů,“ soudí filmový vědec Goran Gocić. Antropolog Stephen Harper souhlasí. Píše: „Výměna etnických identit v inscenaci masakru na svatební hostině ve Welcome to Sarajevo ... nabízí další příklad toho, jak lze filmové obrazy použít k ideologickému přepisování historie.“